# Ludwig Kelbetz

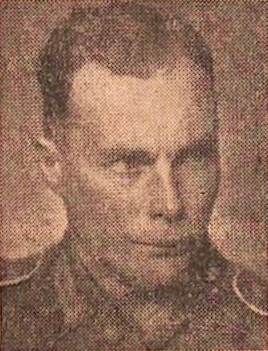
Ludwig Kelbetz, um 1941

Ludwig Kelbetz (* 18. Juni 1905 in Graz, Steiermark, Österreich-Ungarn; † 10. Januar 1943 bei Stalingrad, Sowjetunion) war ein österreichischer Musikerzieher, Philologe, Sportlehrer, Autor und nationalsozialistischer Musikfunktionär (NSDAP-Mitglied seit 1936). Er gilt als Vater des steirischen Musikschulwesens, zumal didaktische Methodik und Organisationsformen heutiger Musikschulen trotz seines eindeutigen NS-Bezuges weiterhin auf ihn zurückgeführt werden können.

## Schule und Studium
Ludwig Kelbetz besuchte in seiner Heimatstadt die Bundesrealschule II. Ab 1925 studierte er an der Karl-Franzens-Universität in Graz Germanistik und Leibesübungen sowie Musik (Querflöte, Klavier, Orgel) am Konservatorium des Musikvereins für Steiermark. Daneben war er Jugendführer im Bund der Neupfadfinder (BNP) in Graz, zwischen 1927 und 1929 Jugendführer der Deutschen Freischar – Bund der Wandervögel und Pfadfinder (DF). 1929 schloss er sein Studium mit der Promotion zum Dr. phil. ab.

## Berufliche Entwicklung
Direkt nach seinem Studienabschluss ging Kelbetz 1929 nach Deutschland, wo er bis 1930 als Assistent, Kursleiter und Dozent am Musikheim in Frankfurt an der Oder unter Georg Götsch tätig wurde. Zwischen 1930 und 1934 fungierte er als Musikreferent des Deutschnationalen Handlungsgehilfen-Verbandes in Hamburg.
1932/33 wechselte er als Lehrbeauftragter für Musik und Bewegung an die 1920 gegründete Deutsche Hochschule für Leibesübungen nach Berlin-Charlottenburg. 1933 amtierte er als letzter Bundeskanzler der Deutschen Freischar und war Musikreferent der Deutschen Angestelltenschaft der Deutschen Arbeitsfront (DAF), Berlin. Ab Juni 1933, nach dem Verbot der NSDAP in Österreich, hielt Kelbetz getarnte NS-Sing- und Schulungstreffen in allen Teilen der Steiermark ab.
Zwischen 1934 und 1936 war er Dozent für Leibes- und Musikerziehung an der Hochschule für Lehrerbildung in Danzig-Langfuhr. Daran anschließend war der 1936 in die NSDAP eingetretene Kelbetz Musikreferent der damals in Österreich noch illegalen Hitlerjugend (HJ) und bis 1938 am Konservatorium Graz als Dozent und Leiter der Abteilung Musik und Bewegung tätig. Seit 1937 wirkte als Singführer der Akademischen Sängerschaft Gothia Graz. Nach der Okkupation Österreichs, dem so genannten „Anschluss“ an das Deutsche Reich im März 1938, wurde er dessen kommissarischer Direktor.
Außerdem fungierte er 1938/39 in Nachfolge von Hermann Ritter von Schmeidel (1894–1953) als kommissarischer Leiter des Musikvereins für Steiermark, war Musikreferent im HJ-Gebietsstab Steiermark sowie Gaumusikbearbeiter Steiermark des Deutschen Volksbildungswerks in der DAF. Zwischen 1939 und 1943 war er stellvertretender Direktor und Vorstand des Seminars für Lehrkräfte an den Musikschulen für Jugend und Volk und für Privatmusikerzieher.
An der von ihm, Hanns Holenia (1890–1972), Josef Friedrich Papesch (1893–1968) und Konrad Stekl (1901–1979) begründeten Staatlichen Hochschule für Musikerziehung Graz-Eggenberg wurde er Personalreferent und Führer des Nationalsozialistischen Deutschen Dozentenbundes (NSD-Dozentenbund), zudem Leiter der Steirischen Musikschulen für Jugend und Volk und Musikbeauftragter der Hitlerjugend für Gebiet und Obergau Österreich. Im Auftrag der Reichsmusikkammer (RMK), Fachschaft Musikerziehung, leitete er Schulungslager für Musiklehrer.
Kelbetz fiel 37-jährig als Unteroffizier, Kriegsoffizierbewerber (KOB) und Angehöriger der Heeresgruppe Don unter Generalfeldmarschall Erich von Manstein bei Stalingrad.

## Nachwirkungen
Die Sicht auf Ludwig Kelbetz und dessen Rolle im Nationalsozialismus war nach 1945 geprägt durch Verschweigen wichtiger Fakten einerseits, zum anderen erfolgte die Aufarbeitung durch Personen, die ebenfalls eng mit dem Nazi-Regime verbunden waren. So berichtet Felix Oberborbeck, selbst Mitglied der NSDAP seit 1933, über eine Gedenkfeier anlässlich des Geburtstages von Kelbetz im Juni 1947 bei dessen Witwe in Graz, unter anderem mit der Teilnahme des Quartetts von Walther Wünsch, ehemals Dozent an der von den Nationalsozialisten gegründeten Hochschule für Musikerziehung Graz-Eggenberg, die von Oberborbeck geleitet worden war. Oberborbeck verfasste auch den Namensartikel Kelbetz in der ersten Auflage des Steirischen Musiklexikons ohne die „kleinste Anspielung auf die politische Karriere von Kelbetz“. Darüber hinaus verantwortete Oberborbeck im Suppan-Lexikon noch die Namensartikel zu Hanns Holenia, Reinhold Heyden und Theodor Warner, allesamt Mitglieder der NSDAP bzw. stark Belastete. In den sogenannten Eggenberger Chroniken, einem von Oberborbeck bis in die 1970er-Jahre an ehemalige Lehrende und Studierende an der Hochschule für Musikerziehung Graz-Eggenberg verschickten Nachrichtenblatt, findet Kelbetz noch bis Mitte der 1960er Jahre positive Erwähnung. In der Landesausstellung „Musik in der Steiermark“ von 1980 ist Kelbetz mit einem Foto vertreten sowie einem kurzen Text ohne jeglichen politischen Bezug: „Kelbetz war seit 1936 als Lehrer am Konservatorium tätig und gründete zusammen mit Hanns Holenia, Josef Papesch und Konrad Stekl das erste landschaftliche Musikschulwerk in Steiermark und regte die Errichtung der staatlichen Hochschule für Musikerziehung in Graz-Eggenberg an, deren stellvertretender Direktor er wurde.“ Auch in der zweiten, vorgeblich „völlig überarbeiteten und erweiterten Auflage“ des Steirischen Musiklexikons von 2009, fehlt jeglicher Hinweis auf die politische Vergangenheit von Kelbetz.

## Veröffentlichungen
- Julius Schneller’s[18] Leben (1777–1832) und Dichtung mit besonderer Berücksichtigung seines Grazer Aufenthalts. Phil. Diss., Karl-Franzens-Universität Graz 1929.
- mit Georg Götsch: Männerchor oder singende Mannschaft – Männerchor in der Entscheidung. Hanseatische Verlags-Anstalt, Hamburg 1934. OCLC 257254197
- Musik und Tanz. Berlin-Zehlendorf 1934.
- Neue Körperlichkeit. In: Die Tat 26, 1934/35.
- mit Carl Hannemann: Neues Singen und Musizieren. Gesammelte Aufsätze aus der Arbeit des Bundes der Lobedachöre und Musikgilden. Hanseatische Verlags-Anstalt, Hamburg 1935. OCLC 245893455
- Anleitungen für die Volkstumsarbeit Nr 3. Musik u. Tanz, Hauptamt für Schulung [der Deutschen Angestelltenschaft], Albert-Forster-Schule, Teltower Chaussee 186, Berlin-Zehlendorf 1936. OCLC 721421457
- Lied und Chormusik in der Hitlerjugend. In: Zeitschrift für Musik 105, 1937.
- H. Baumann als Komponist der Hitlerjugend. In: Zeitschrift für Musik 105, 1937.
- Illegale Musikarbeit in Gebiet und Obergau Österreich. In: Musik in Jugend und Volk 1, 1937/38.
- Aufbau einer Musikschule. Kallmeyer, Wolfenbüttel & Berlin 1938. OCLC 54134645
- Das steirische Musikschulwerk. In: Joanneum 1, 1940.
- Zur Neugestaltung der deutschen Hochschulen für Musik. Kallmeyer, Wolfenbüttel u. Berlin 1941. OCLC 252075634
- mit Georg Götsch: Klingendes Leben – Chorliederbuch für Schule, Haus und Gruppe. Dreistimmige Sätze für gemischte Stimmen. Bärenreiter-Verlag, Kassel ca. 1950. OCLC 246316148